# Honorato Gláuber
Leandro Honorato Gláuber Berti, genannt Gláuber, (* 5. August 1983 in São José do Rio Preto) ist ein ehemaliger brasilianischer Fußballspieler. Er bestritt insgesamt 125 Spiele in der brasilianischen Série A, der deutschen Bundesliga, der englischen Premier League, der rumänischen Liga 1 und der US-amerikanischen Major League Soccer. Im Jahr 2007 gewann er mit dem 1. FC Nürnberg den DFB-Pokal.

## Karriere
Der 1,88 m große Abwehrspieler spielte seit seiner Jugend für den brasilianischen Verein SE Palmeiras aus São Paulo. Am 16. August 2003 debütierte er in der Erstligamannschaft von Palmeiras. Zwischenzeitlich spielte er auch bei Atlético Mineiro, bevor er im Januar 2006 zunächst von Palmeiras auf Leihbasis gegen eine Gebühr von 180.000 EUR bis zum Ende der Saison 2005/06 in die Fußball-Bundesliga zum 1. FC Nürnberg wechselte, obwohl sich die Vereinsverantwortlichen nicht ganz im Klaren über das wirkliche Leistungsvermögen waren. Manager Martin Bader bezeichnete ihn deshalb auch als „Wundertüte“. In der Rückrunde ersetzte er jedoch bald den verletzten Andreas Wolf und vertrat diesen überzeugend. Für 500.000 Euro Ablöse wechselte Gláuber ab 2006 fest zum Club und bekam einen Dreijahresvertrag bis 2009. Am 2. Mai 2007 verkündete der 1. FC Nürnberg, dass dieser Vertrag vorzeitig bis zum 30. Juni 2011 verlängert wurde.
In der Saison 2006/07 war er von Anfang an Stammspieler, fiel aber gegen Ende der Hinrunde aus und kehrte erst gegen Ende der Saison wieder ins Team zurück. Trotzdem hatte er großen Anteil an der erfolgreichen Saison der Nürnberger, die mit dem Gewinn des DFB-Pokals endete. Der Start der Folgesaison ging jedoch bei der gesamten Mannschaft daneben und auch Gláuber bekam eine Auszeit, nach der er aber wieder regelmäßig im Team stand. Beim Saisonendspurt im Abstiegskampf vertraute der Trainer von Heesen jedoch auf eine andere Stammformation. Am Ende der Spielzeit stand der Abstieg des 1. FC Nürnberg in die 2. Bundesliga. Daraufhin entschloss sich der 1. FC Nürnberg, eine einseitige Option für den Abstiegsfall nicht zu ziehen. Der Vertrag mit Gláuber endete mit dem Bundesligaabstieg.
Ende August 2008 unterschrieb Gláuber einen Ein-Jahres-Vertrag beim englischen Verein Manchester City. Dort saß er häufig auf der Bank, kam erst am letzten Spieltag zu einem Kurzeinsatz, als er beim Heimspiel gegen die Bolton Wanderers in der 86. Minute für Vincent Kompany eingewechselt wurde.
Nach der Saison war Gláuber ein halbes Jahr vereinslos, ehe er Anfang 2010 vom brasilianischen Zweitligisten AD São Caetano unter Vertrag genommen wurde.
Zur Saison 2010/11 wechselte Gláuber ablösefrei zu Rapid Bukarest.
Im Januar 2013 wechselte Gláuber zu Columbus Crew in die Major League Soccer. Dort beendete er im Jahr 2013 seine aktive Laufbahn.
Der 16-malige U-20-Nationalspieler kam am 27. April 2005 zu seinem bislang einzigen Einsatz für die brasilianische Fußballnationalmannschaft. Beim 3:0 im Freundschaftsspiel gegen Guatemala wurde er in der 81. Minute eingewechselt.

## Sonstiges
Da sein Großvater Italiener war, erlangte Gláuber im April 2006 zusätzlich die italienische Staatsbürgerschaft.

## Erfolge
- Deutscher Pokalsieger 2007 mit dem 1. FC Nürnberg